# Côte (voie)
Pour les articles homonymes, voir Côte.
Le mot côte est un odonyme, c'est-à-dire un terme servant à désigner une voie publique. En effet, il est par extension le terme utilisé pour la voie qui est sur une côte, c'est-à-dire une route en pente. 
Ces voies sont en général réservées au trafic moyen. L'usage de cet odonyme est très rare.

## Exemples
On trouve plusieurs voies nommées « côte » dont voici une liste non exhaustive :  
- en France :
  - Côte de Grâce (Équemauville)
  - Côte Saint-Sébastien à Nantes
  - Côte de Cadoudal dans le Morbihan
  - Montée de la Grande-Côte à Lyon
- En Belgique :
  - Côte de Stockeu
  - Côte de Trieu
- au Canada
  - Côte Gilmour à Québec
  - Côte d'Abraham à Québec